# Pellionia acutidentata
Pellionia acutidentata är en nässelväxtart som beskrevs av Wen Tsai Wang. Pellionia acutidentata ingår i släktet Pellionia och familjen nässelväxter. Inga underarter finns listade i Catalogue of Life.